# Castillo de la Algaba
El poblado de Castillo de la Algaba, también denominado La Bujarda, es una amplia zona arqueológica en la provincia española de Huelva entre los términos municipales de Valdelarco, La Nava y Cumbres Mayores que se enclava en la parte más alta de una pequeña cadena montañosa que alcanza una altura máxima de 768 metros sobre el nivel del mar y que separa las cuencas fluviales de la rivera de Huelva y Múrtigas.

## Historia
Las primeras referencias las ofrece un párroco de La Nava, Julián de Castilla, a finales del siglo XVIII, que en un documento que se encuentra en la Biblioteca Nacional señala, a propósito de lo que se encuentra en su parroquia, que «entre sus sierras hay una que llaman de La Algaba, y en su cumbre se ven vestigios de alguna fortaleza y dicen la habitaron los moros, habiéndose hallado algunas cosas importantes en sus cuevas». Con posterioridad, las intervenciones en el siglo XX llevadas a cabo por distintos investigadores permitieron establecer el sitio en toda su amplitud, datarlo, fijar su extensión y contenido.

## Características
La principal característica del sitio arqueológico es la existencia de construcciones murarias que bordean, siguiendo las curvas de nivel, la cima del monte donde se ubica el asentamiento, la Algaba. Posee dos zonas de hábitat, así como un doble cinturón de estructuras murarias que recorren perimetralmente la zona de mayor cota altimétrica.
Estas estructuras parecen definirse en zonas contiguas: una que ocupa la cima de más altitud —768,9 metros sobre el nivel del mar— de la alineación montañosa que le da nombre al yacimiento y la segunda zona que se ubica en una cota de menor altitud (739,2 m.). En la primera área se han documentado dos líneas de estructuras que se adaptan a las curvas de nivel y que siguen el trazado sinuoso de las curvas de nivel del relieve donde se asientan. La primera línea es de menor extensión y circunda la zona amesetada de la cumbre, mientras que la segunda, realiza el mismo trazado pero en una cota inferior por lo que su longitud es mayor. En esta última sólo se han documentado restos parciales de estructuras murarias que al parecer debían bordear la cumbre del monte donde se ubica. Estos restos de la segunda zona trazan una línea recta en la ladera oeste.
La técnica constructiva de los muros es semejante al resto de los hábitat de esta época. En este sitio arqueológico, las estructuras se constituyen a partir de amurallamientos en talud o con frente recto, construidos por acumulación de esquistos y lajas de pizarra, que en ocasiones alcanzan una altura de hasta 1,5 metros de altura. Los materiales empleados se traban con barro o simplemente se colocan «a hueso». Se observa otra característica común a este tipo de construcciones, como es la colocación de los mampuestos, en las hiladas superiores, en ángulo de 45°. Se interpreta que su funcionalidad sería la de minimizar el grado de erosión y retener de esta manera las tierras, por lo que estas estructuras no sólo tendrían un carácter defensivo sino también para contener la erosión, como así lo parece contrastar el aterrazamiento por procesos postdeposicionales y la potencia estratigráfica que se observa en la zona interior de las estructuras.
En la superficie del área apenas se observaban materiales, solamente algunos restos de improntas, fragmentos de molinos, también otros cerámicos realizados a mano y un hacha pulimentada realizada en esquisto. Esta escasez de materiales en el asentamiento de La Bujarda es común a otros hábitats de la comarca durante la Prehistoria reciente. En las prospecciones que se han realizado en este yacimiento no se han podido documentar materiales significativos y sólo algunas formas tipológicas y la asociación espacial con enterramientos en cista que se ubican a su alrededor permite apuntar la hipótesis de su ocupación durante la Edad del Bronce, en concreto, en el periodo 1700-800 a. C.
En su entorno se localizan las necrópolis de: Valle Limajo I, Valle Limajo II, Lomero Casal, La Bujarda II, Casa del Monte, La Algaba, Murtigüillas I, Murtigüillas II, Las Cañadas y Valdegalaroza. La complejidad de sus estructuras murarias, su extensión y su ubicación estratégica, lo convierten en unos de los asentamientos de la Edad del Bronce más importantes de la comarca serrana.

## Estatus patrimonial
El Castillo de la Algaba es un inmueble inscrito con carácter genérico en el Catálogo General del Patrimonio Histórico Andaluz por Resolución de 28 de julio de 2005, de la Dirección General de Bienes Culturales de la consejería de Cultura de la Junta de Andalucía, y goza del nivel de protección establecido para dichos bienes en la Ley 14/2007, de 26 de noviembre, del Patrimonio Histórico de Andalucía.